# Elise Richter
Elise Richter (2. březen 1865 Vídeň - 21. červen 1943 Ghetto Terezín) byla rakouská romanistka, jedna z prvních studentek na Vídeňské univerzitě. Stala se první ženou, která zde habilitovala.

## Život
Narodila se v liberální židovské rodině vedoucího lékaře k.k. Südbahn Wien – Terst, Maxmiliana Richtera a jeho manželky Emilie, rozené Lakenbacher. Měla starší sestru Helene (1861-1942), sestry si byly velmi blízké a strávily spolu celý život. Jejich vzdělávání se věnovala nejprve matka, později je vyučovala jejich pruská vychovatelka, která je vyučovala němčině, francouzštině a angličtině a dále historii a zeměpisu. Jejich matka zemřela v roce 1889, otec hned následujícího roku. Dědictví po rodičích umožnilo sestrám věnovat se cestování a soukromým studiím. Ve dvaceti letech Elise onemocněla revmatoidní artritidou a s jejími následky se potýkala celý život.
Od roku 1895 žily sestry v domě v Döblingu, od roku 1907 zde pořádaly setkání vědců, umělců, politiků a spisovatelů. V důsledku inflace během první světové války přišly sestry o většinu majetku a v roce 1923 musely dům prodat.

## Vzdělání a kariéra

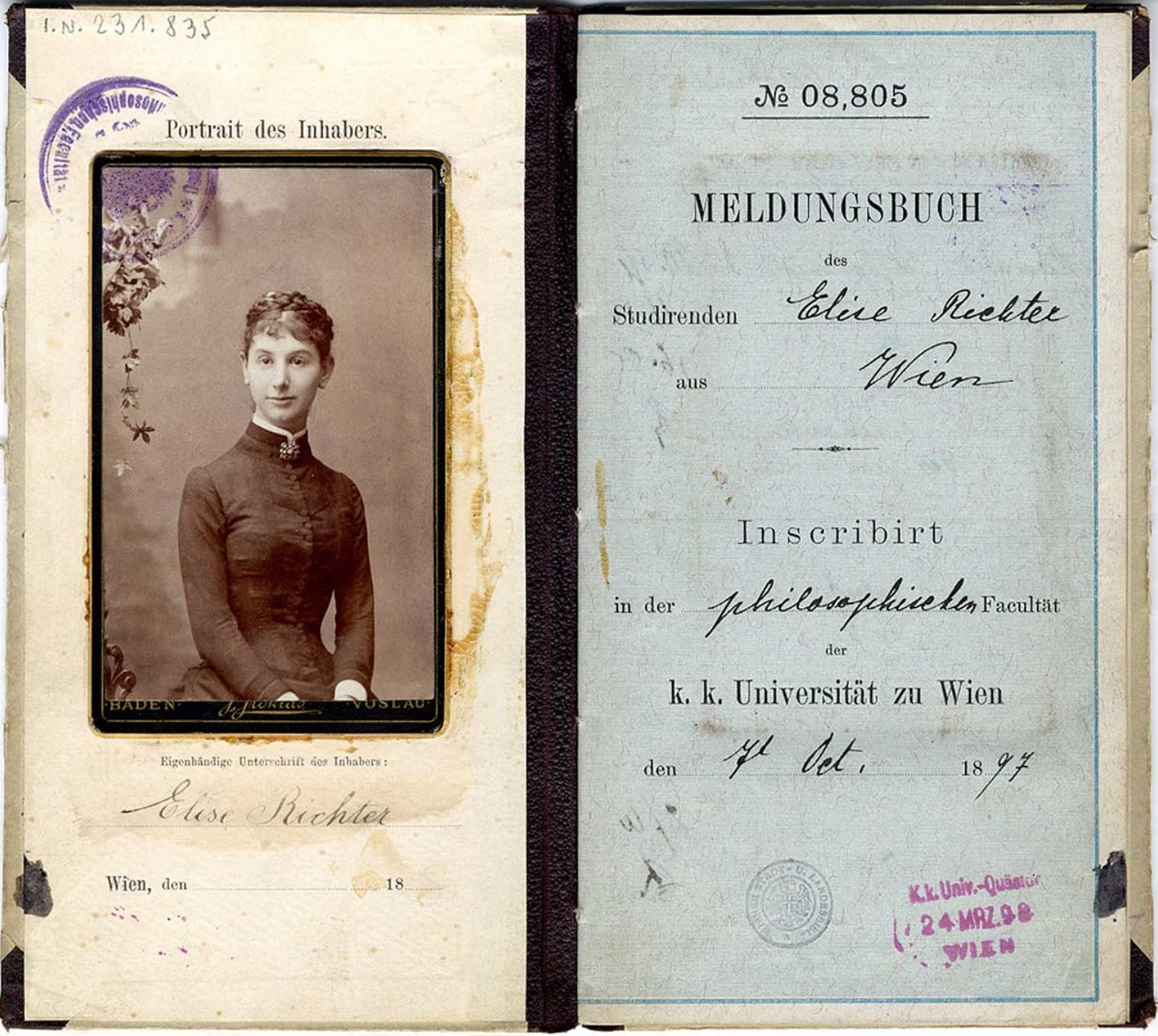
Univerzitní index Elise Richter.

Od roku 1891 navštěvovala Elise jako mimořádná posluchačka přednášky na Vídeňské univerzitě. V roce 1897 využila možnosti složit maturitu jako externí studentka na Akademickém gymnáziu ve Vídni. Téhož roku se zapsala jako jedna z prvních žen ke studiu na univerzitě v oborech klasická filologie, Indoevropeistika, germanistika a romanistika. Její učitelé Adolf Mussafia a Wilhelm Meyer-Lübke podnítili její zájem o romanistiku a podporovali ji v jejím studiu. V roce 1901 získala Elise jako čtvrtá žena v Rakousku doktorát a v roce 1905 dokončila všechny podmínky pro svou habilitaci. Skutečnost, že by žena učila muže však narazila na odpor v konzervativních akademických kruzích, takže vlastní habilitace proběhla až v roce 1907. Termín její inaugurační přednášky musel být plánován tak, aby se zabránilo zájmu médií a případným protestům a provokacím konzervativních a klerikálních studentů.
V roce 1921 byla - opět přes protesty konzervativních univerzitních kruhů - jmenována mimořádnou profesorkou. V roce 1928 se ujala vedení Foniatrického ústavu. Návrh na jmenování řádnou profesorkou byla ministerstvem školství v roce 1935 zamítnuta.
Vydala asi 250 odborných publikací a vedla korespondenci s řadou kolegů z oboru. Svou pedagogickou činnost zpočátku provozovala bezplatně, teprve v roce 1923 se stala placenou vyučující univerzity.

## Politická angažovanost
V roce 1919 se zapojila do činnosti Občanské liberální strany (Bürgerlich-freiheitlichen Partei), která se později změnila v Občanskou demokratickou stranou práce (Bürgerlich-demokratischen Arbeitspartei). Věnovala se především otázkám výchovy a vzdělání dívek a žen. V meziválečném období sympatizovala s Křesťansko-sociální stranou (Christlichsoziale Partei).
V roce 1922 byla spoluzakladatelkou Asociace akademiček Rakouska (Verband der Akademikerinnen Österreichs), které do roku 1930 předsedala.

## Pronásledování a deportace
Po anšlusu Rakouska byla Elise znemožněna práce na univerzitě a odepřen důchod. Tím sestry přišly o finanční zdroje. Dostávaly nepravidelnou podporu. Byla jim nabídnuta pomoc, pokud emigrují do Anglie. To ale bylo pro staré dámy nemožné.
Přestože jí bylo zakázáno navštěvovat univerzitní knihovnu a její osobní knihovna jí byla nacisty zabavena, pokračovala ve své práci až do roku 1941. Výsledky své práce ale nesměla v Německu zveřejnit. V březnu 1942 byly sestry vystěhovány ze svého bytu a v říjnu deportovány do koncentračního tábora Terezín. Helene zde zemřela 8. listopadu 1942 a Elise 21. června 1943.

## Památka

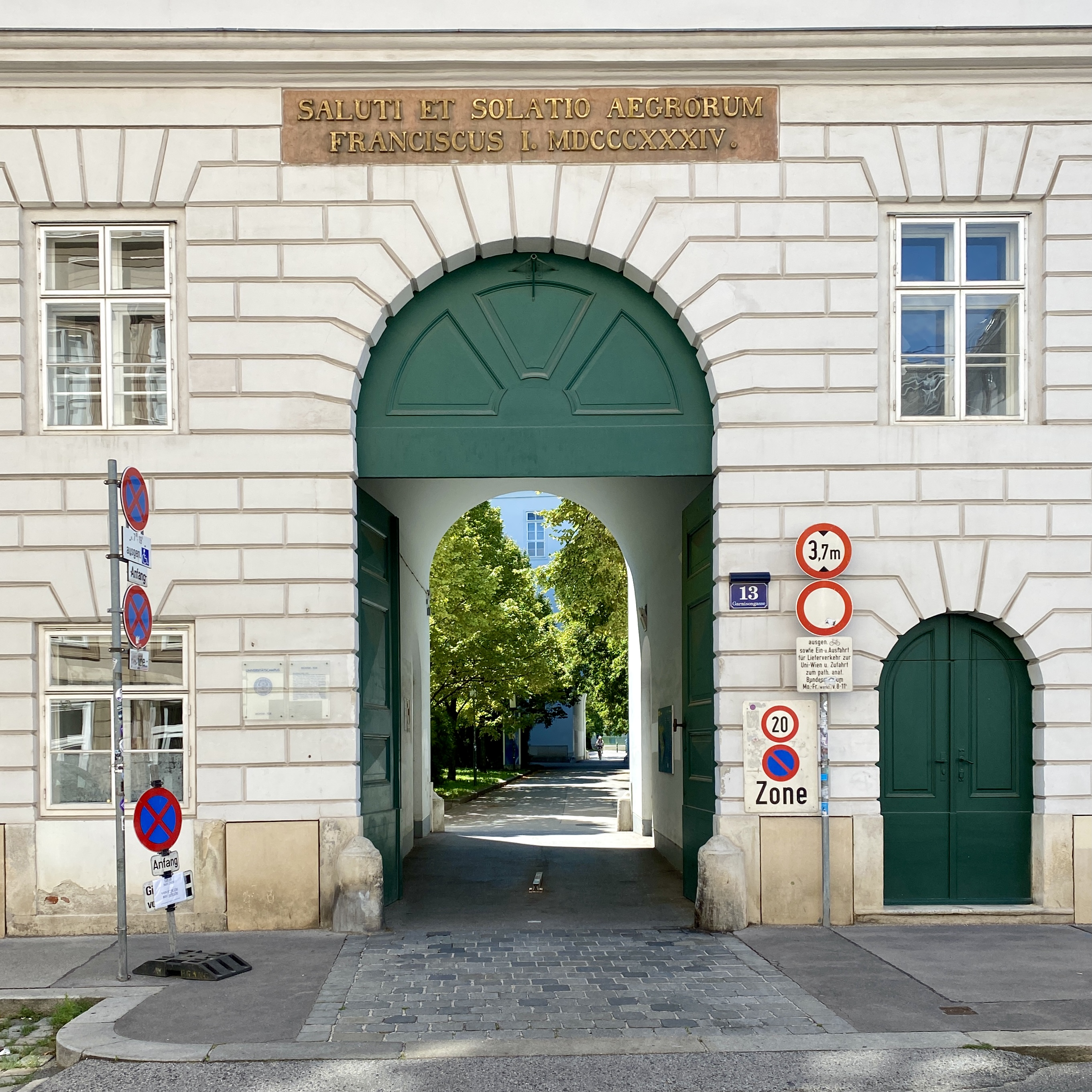
Brána Elise Richter (Richter-Tor) do kampusu Vídeňské univerzity.

V roce 1998 byl jejím jménem pojmenován vstup do univerzitního kampusu v Alservorstadtu (Garrisongasse 13).
Po Elise Richter byla v roce 2003 pojmenována jedna z přednáškových síní Vídeňské univerzity.
Od roku 2005 nese její jméno program pro ženy Rakouského vědeckého fondu FWF (Frauenförderungsprogramm des Wissenschaftsfonds).
V roce 2008 byla po ní pojmenována Elise-Richter-Weg ve Vídni-Floridsdorfu (21. obvod).
V červnu 2016 byla v čestném dvoře Vídeňské univerzity umístěna její busta.